# Palik (mormonizm)
Palik (ang. stake) – jednostka administracyjna obecna w strukturze Kościoła Jezusa Chrystusa Świętych w Dniach Ostatnich.
W jurysdykcji palika znajduje się grupa okręgów, zazwyczaj licząca między 5 a 10 tego typu struktur. Zrzesza tym samym grupę przynajmniej 2000 członków Kościoła. Jego nazwa ma korzenie biblijne i jako taka nawiązuje do wersetów drugiego i trzeciego pięćdziesiątego czwartego rozdziału starotestamentalnej Księgi Izajasza. Osadzona jest również w pozabiblijnych tekstach kanonicznych uznawanych przez świętych w dniach ostatnich, w tym w wersetach od drugiego do piątego dwudziestego drugiego rozdziału stanowiącej część Księgi Mormona 3. Księgi Nefiego. Odnoszą się do niej również werset pięćdziesiąty dziewiąty rozdziału sto dziewiątego Nauk i Przymierzy, a także werset dziewiąty rozdziału sto trzydziestego trzeciego tej samej księgi. Ma przywodzić skojarzenia z niezmiernie istotnym w mormońskiej myśli konceptem Syjonu, którego współczesnym ucieleśnieniem powinna być w założeniu społeczność przynależnych do Kościoła wiernych.
Powszechnie występuje na obszarach ze znaczącą, ugruntowaną i długotrwałą obecnością Kościoła. Na obszarach misyjnych, na których ta obecność jest ograniczona bądź niewystarczająco stabilna, tworzy się dystrykty, wypełniające w większości te same zadania. Stanowi odpowiednik katolickiej diecezji. Na czele palika stoi prezydent, wspomagany przez dwóch doradców. Wspólnie tworzą oni jego prezydium. Za swą posługę, podobnie jak inni przywódcy obecni w paliku, nie otrzymują żadnego wynagrodzenia. Wśród innych istotnych powołań w paliku znajduje się patriarcha, udzielający godnym tego wiernym błogosławieństw patriarchalnych, prezydenci afiliowanych przy Kościele kobiecych organizacji pomocniczych, protokolanci oraz dwunastoosobowa wyższa rada odpowiedzialna za działania o charakterze dyscyplinarnym. Przywódcy palika wypełniają szereg istotnych funkcji religijnych i administracyjnych. Zapoczątkowują proces wyboru rad biskupich w okręgach oraz prezydiów kworów kapłaństwa Melchizedeka, przeprowadzają regularnie odbywające się konferencje palika, przewodniczą dorocznym konferencjom okręgów. Odpowiadają również za przeprowadzanie wywiadów z wiernymi pragnącymi otrzymać ważną rekomendację świątynną. Ich kontrasygnata jest przy tym niezbędna do tego, by rekomendacja świątynna uzyskała moc sprawczą. Podlegają przy tym członkom władz naczelnych Kościoła, od których regularnie otrzymują wskazówki i polecenia. Same paliki stać się mają dla świętych w dniach ostatnich miejscami, w których ci znaleźć mogą schronienie i ochronę przed nieszczęściami, które nadejść mają zgodnie z mormońską eschatologią w tak zwanych dniach ostatnich.
Jako jednostka administracyjna palik sięga swoimi korzeniami do samych początków tradycji religijnej, której jest częścią. Po raz pierwszy wspomniana została 26 kwietnia 1832, w kontekście poświęcenia Kirtland dla pożytku świętych w dniach ostatnich. Organizacja pierwszego palika oraz pierwszej wyższej rady nastąpiła 17 lutego 1834, właśnie w Kirtland. Prezydium tegoż palika było tożsame z Pierwszym Prezydium, najwyższym organem zarządzającym całej wspólnoty. W tym samym roku odrębny palik utworzono w Missouri. W kolejnych dekadach struktura i zadania palika ewoluowały w ramach tworzącej się złożonej struktury organizacyjnej Kościoła. Po przybyciu świętych w dniach ostatnich do Utah niektórzy przedstawiciele władz naczelnych wspólnoty posługiwali jako prezydenci palików. Działo się tak zwłaszcza w ramach szeroko zakrojonej akcji kolonizacyjnej przeprowadzanej przez najwyższe władze kościelne. Znaczny wpływ na paliki miała w szczególności reforma kapłańska z 1877 przeprowadzona przez prezydenta Kościoła Brighama Younga. Od lat 80. XIX wieku w palikach istniały lokalne kwora siedemdziesiątych, zlikwidowane ostatecznie w 1986. W latach 80. XIX stulecia niektóre paliki wzniosły tak zwane namioty spotkań, znacznych rozmiarów budynki wykorzystywane przy okazji większych zgromadzeń. We współczesnym Kościele ich funkcję przejęły centra palika. Przez około 40 lat, od lat 80. XIX wieku aż do lat 20. następnego stulecia paliki prowadziły w swym obrębie szkoły średnie. Pracę misjonarską na poziomie palików podjęto po raz pierwszy w latach 20. XX wieku. Kościelny system opieki społecznej opiera się na inicjatywach wdrażanych na poziomie palików od 1937. Od wspomnianej już reformy kapłańskiej z 1877 aż do lat 80. XX wieku konferencje palików przeprowadzano ponadto co kwartał.
Liczba funkcjonujących w Kościele palików zmieniała się wraz z ewolucją oraz ekspansją samej wspólnoty. Przed 1840 Kościół liczył 11 palików. W momencie śmierci Brighama Younga w 1877 istniało już 19 tego typu jednostek. W stulecie Kościoła, w 1930, wspólnota miała około 100 palików. W 1994 zorganizowano z kolei dwutysięczny palik. Pierwsze paliki poza terenami tradycyjnie zasiedlanymi przez świętych w dniach ostatnich powstały w Los Angeles (1923), Nowym Jorku (1934), Nowej Zelandii (1958) oraz Wielkiej Brytanii. Pierwszy palik nieużywający w swej codziennej aktywności języka angielskiego utworzono w Holandii w 1961. Kolejne nieanglojęzyczne paliki powstawały odpowiednio w Niemczech (1961), Meksyku (1961), Brazylii (1966) oraz Japonii (1970).